# 미국 연방 교통안전위원회

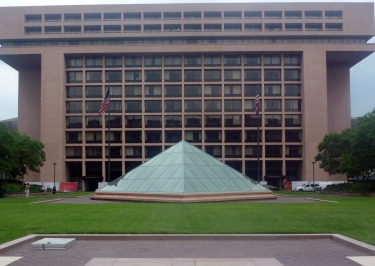
NTSB 전경

미국 연방 교통안전위원회(영어: National Transportation Safety Board)는 미국의 독립 수사 기관이다. 본부는 워싱턴 D.C.에 위치하고 있다.

## 역사
NTSB는 1967년 4월 1일 대통령 직속기관으로 설립되었다. 육상, 항공, 해상 등 모든 종류의 교통 사고를 조사한다.

## 조직
NTSB는 5인의 위원으로 구성된 대통령 직속 교통 사고 조사위원회이다. 위원은 대통령의 지명과 미국 상원의 인사청문회로 동의하여 임명한다. 위원장은 2년 임기로 상원의 인사청문회를 통한 동의 하에 대통령이 임명한다. 5명 중 3명 이상은 같은 정당이면 안 된다.
미국 전역에 4곳의 NTSB 지부가 있으며, 버지니아주에 1곳의 NTSB 훈련소가 있다.

## 주업무
- 항공기 사고
- 고속도로 사고
- 선박 사고
- 수송관 사고
- 독극물 요소 사고
- 철도 사고

위 사항에 대한 모든 사고를 관리, 대처하며, 특히 국외 항공사고에 대해 특별조사관을 투입하기도 한다.

## 권고
위원회의 가장 중요한 결과물은 안전권고문(Safety Recommendation)이다. NTSB는 설립이래 13,000여개의 안전권고를 하였다. 이러한 권고는 각분야의 개인과 단체들에게 대부분이 수용되었다. NTSB 권고는 교통안전의 향상에 크게 일조했다.

## 같이 보기
- 교통안전공단